# 23406 Козлов
23406 Козлов (23406 Kozlov) — астероїд головного поясу, відкритий 23 серпня 1977 року.
Тіссеранів параметр щодо Юпітера — 3,513.